# Малуку
Малуку, также Молукку (индон. Maluku) — провинция Индонезии, расположенная на южных островах Молуккского архипелага.
Административный центр — город Амбон, расположенный на небольшом (722 км²) одноимённом острове. Население — 1 848 923 человек (2020).
С 1950 по 1999 гг. все Молуккские острова составляли единую провинцию. В 1999 г. два населённых мусульманами округа были отделены и образовали отдельную провинцию Северное Малуку.

## Основные острова
- Амбон
- Острова Ару
- Бабар
- Северо-Западные Острова
- Острова Банда
- Буру
- Острова Кай
- Острова Лети
- Маклан
- Сапаруа
- Серам
- Острова Танимбар

## История

### Провозглашение независимости
25 апреля 1950 на населённой христианами южной части Молуккских островов была провозглашена независимая Южно-Молуккская Республика (Малуку-Селатан, Южное Молукку). Однако попытка отделения была силовым путём пресечена индонезийской армией. Напряженность между христианами и мусульманами сохранились.
В последнее время между 1998 и 2000 годом провинция Молукку опять стала ареной развёрнутого конфликта между христианским и мусульманским населением, из региона бежало 80 тысяч человек.

### Губернаторы
|    | Годы правления | Губернатор             | Примечания |
| 1  | 1950—1955      | Mr. J.J. Latuharhary   |            |
| 2  | 1955—1960      | M. Djosan              |            |
| 3  | 1960—1965      | Muhammad Padang        |            |
| 4  | 1965—1968      | G.J. Latumahina        |            |
| 5  | 1968—1973      | Soemitro               |            |
| 6  | 1973—1975      | Soemeru                |            |
| 7  | 1975—1980      | Hasan Slamet           |            |
| 8  | 1980—1985      | Hasan Slamet           |            |
| 9  | 1985—1990      | Sebastian Soekoso      |            |
| 10 | 1990—1993      | Sebastian Soekoso      |            |
| 11 | 1993—1998      | M. Akib Latuconsina    |            |
| 12 | 1998—2003      | Dr.M.Saleh Latuconsina |            |
| 13 | 2003—2008      | Karel Albert Ralahalu  |            |

## Хронология конфликта
19 января 1999 года на острове Амбон возник конфликт между водителем автобуса (христианином) и мусульманином-пассажиром, конфликт перерос в драку, после чего разгорелись жестокие стычки с большим количеством пострадавших и с разрушениями домов и построек. Столкновения охватили соседние острова Харуку, Серам и Сапаруа.
В марте-июне противоречия стихли, по всей Индонезии прошли демократические выборы, которые не проводились уже 44 года. 12 мая 1999 была подписана мирная декларация, которую подписали религиозные лидеры, руководители администрации, вожди племён и лидеры неформальных молодёжных движений.
27 июня снова разразился бунт, были разгромлены сотни магазинов и построек. В августе битвы распространились на новую провинцию Северное Молукку, однако там столкновения носили политический или этнический характер, но не религиозный. До конца года столкновения и погромы не прекращались.
7 января 2000 в Джакарте состоялась демонстрация, в которой приняли участие более 100,000 мусульман, призывая к джихаду в Молукку для спасения мусульман. В мае по призыву местной военизированной исламистской организации «Ласкар-джихад» около 4000 человек высадились в Молукку. Отряды исламистов стали осуществлять зачистку христианских поселений.
27 июня 2000 года президент Индонезии Абдуррахман Вахид объявил чрезвычайное положение, направив в провинцию войска, к июлю прибыло около 14 тысяч солдат. В процессе боёв были разрушены многочисленные деревни вдоль побережья на острове Амбон и университет Паттиумура, большое количество людей было перемещено. В августе прибыл дополнительный батальон Йон-Габ, предназначенный сдерживать конфликтующие стороны, столкновения уменьшились.
В марте 2001 года в библиотеке была взорвана бомба. Инциденты стали учащаться. В годовщину провозглашения независимости Молукку 25 апреля начались беспорядки, члены Фронта независимости Молукку (FKM) подняли сепаратистские флаги Молукку. Руководители FKM и Ласкар-Джихада были арестованы на короткий срок.

### 2004
Весной 2004 в Амбоне произошли новые жестокие столкновения.

## Административное деление
Провинция состоит из 9 округов и двух городских муниципалитетов:
| №  | Адм. единица                        | Адм. центр                 | Территория, км² | Население, чел. (2010) |
| -- | ----------------------------------- | -------------------------- | --------------- | ---------------------- |
| 1  | Округ Северное Юго-Восточное Молуку | Саумлаки                   | 10 451,94       | 105 394                |
| 2  | Округ Юго-Западное Молуку           | Тиакур Кесаматан Моа Лакор | 4 581,06        | 70 372                 |
| 3  | Округ Юго-Восточное Молуку          | Туал                       | 3 410,61        | 96 429                 |
| 4  | Округ Центральное Молуку            | Масохи                     | 11 595,57       | 361 287                |
| 5  | Округ Западный Серам-Багиан         | Пиру                       | 4 046,35        | 164 654                |
| 6  | Округ Восточный Серам-Багиан        | Була                       | 3 952,08        | 99 033                 |
| 7  | Округ Буру                          | Намлеа                     | 5 466,44        | 108 235                |
| 8  | Округ Южное Буру                    | Кесаматан Намроле          | 3 780,56        | 53 593                 |
| 9  | Округ Островов Ару                  | Добо                       | 6 269,00        | 83 977                 |
| 10 | Туал (город)                        |                            | 254,39          | 58 073                 |
| 11 | Амбон (город)                       |                            | 377,00          | 330 355                |